# Zyginidia servadeii
Zyginidia servadeii är en insektsart som beskrevs av Vidano 1982. Zyginidia servadeii ingår i släktet Zyginidia och familjen dvärgstritar.
Artens utbredningsområde är Italien. Inga underarter finns listade i Catalogue of Life.